# De Heerenborg c.a.
De Heerenborg c.a.  was een waterschap in de gemeente Rauwerderhem in de Nederlandse provincie Friesland.
Het waterschap werd opgericht in 1883 na de herziening van het stelsel van binnendijken in Friesland. De Heerenborg was een dijk, die verbonden was met de Groenendijk, een uit de Middeleeuwen stammende hemdijk rond Rauwerderhem. Het waterschap bleek te klein om goed te functioneren en zocht in 1916 aansluiting bij De Sneeker Oudvaart. In 1919 werd de Heerenborch formeel opgeheven. Het gebied van het voormalige waterschap maakt sinds 2004 deel uit van het Wetterskip Fryslân.